# Noah's Arc
Noah's Arc es una serie de televisión por cable de los Estados Unidos de América. Esta serie cómico-dramática presenta importantes contenidos sociales, sobre relaciones entre personas del mismo sexo, infidelidad, hijos de familia homosexuales, VIH, etc. Ha sido citada como la versión afroestadounidense de Sexo en la ciudad, Las chicas de oro o Queer as Folk. Se han realizado dos temporadas, y una película llamada Noah's Arc: Saltando la escoba.

## Comienzo
Situada en Los Ángeles, la serie muestra la vida de cuatro homosexuales de raza negra, y todas sus situaciones diarias. Noah's Arc comenzó a emitirse el 19 de octubre de 2005 en el canal LOGO. La serie se convirtió en el programa más ambicioso de la cadena, que llevaba pocos meses de emisión, convirtiéndose en la serie con más audiencia del canal. La primera temporada se filmó en Los Ángeles, en la segunda temporada se trasladaron a Vancouver en Canadá. El 9 de enero de 2007, comenzó a emitirse en Francia a través de Pink TV.
La serie tuvo unos comienzos duros. El piloto fue producido de forma independiente y para conseguir fondos para nuevos episodios, se pensó una forma de subscripción a la serie y su distribución en DVD. En el rodaje del piloto, Rodney Chester (el actor que da vida a Alex) tuvo que dejar su caravana para el maquillaje y vestuario de los actores. LOGO financió la serie después que el piloto fuera muy bien recibido en festivales de cine, el circuito independiente y en proyecciones especiales. Algunas escenas del piloto original, fueron eliminadas o rodadas de nuevo, para su pase por televisión. El piloto original, está incluido en la edición DVD de la primera temporada. La canción de los créditos del comienzo es la versión samba de «Remember Love» de Adriana Evans.

## Reparto

### Personajes principales

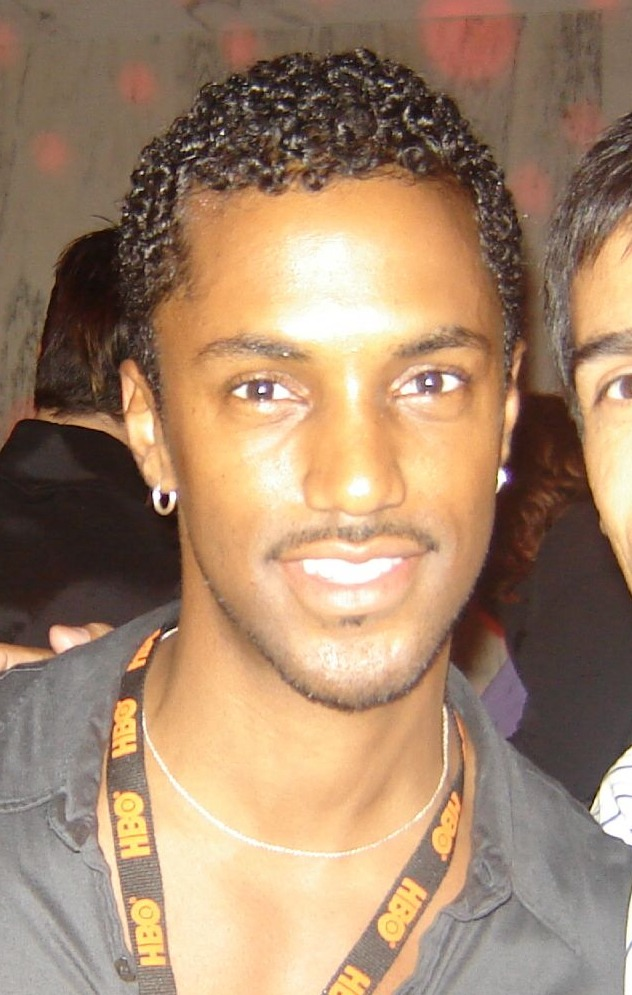
Darryl Stephens, actor que hace el papel de Noah Nicholson.

- Darryl Stephens: Noah Nicholson
- Rodney Chester: Alex Kirby
- Christian Vincent: Ricky Davis
- Doug Spearman: Chance Counter
- Jensen Atwood: Wade Robinson

### Personajes secundarios
- Gregory Kieth: Trey Iverson
- Jonathan Julian: Eddie
- Jennia Fredrique: Brandy King
- Dwen Curry: Romeo
- Jeremy Batiste: Raphael
- Jurnee Crapps: Kenya (saison 1)
- Sahara Davis: Kenya (saison 2)
- Wilson Cruz: Dr Junito Vargas
- Benjamin Patterson: Guy
- Keith Hamilton Cobb: Quincy Abraham